# Perigrapha circumducta
Perigrapha circumducta är en fjärilsart som beskrevs av Lederer 1855. Perigrapha circumducta ingår i släktet Perigrapha och familjen nattflyn. Inga underarter finns listade i Catalogue of Life.